# Edgeworth (krater)
För andra betydelser, se Edgeworth.
Edgeworth är en nedslagskrater på planeten Venus. Edgeworth har fått sitt namn efter författaren Maria Edgeworth.
Kratern har en diameter på ungefär 29 km.